# Фаворин
Фаворин (на гръцки: Φαβωρῖνος; на латински: Favorinus, Favō'rīnus, Fanus, ок. 80 в Арл - 160 г. в Рим) е римски философ и софист през 1-2 век от Арелат (Арл) в Галия. Той е преди всичко скептик, ученик и слушател на Дион Хрисостом. Представя се в Рим, Атина, Йония и Коринт и е приятел на Плутарх, който му посвещава произведението си De primo frigido (За примѐрната студенина). Противник е на Полемон от Лаодикея и затова по времето на Адриан e прогонeн на остров Хиос.
По времето на Антонин Пий завинаги се установява в Рим, където е обичан от публиката.

## Произведения
- Три речи:
  - Κορυνθιακός, за Коринт.
  - περὶ τύχης (За Тихи), обяснение на съдбата.
  - περὶ φυγῆς (За заточението), писано в изгнанието му на Хиос.